# آخرین روزهای زمستان (فیلم ۱۳۸۹)
«آخرین روزهای زمستان»، اپیزود دوم سه‌گانه‌ای است که مهرداد اسکویی دربارهٔ کودکان کانون اصلاح و تربیت ساخته است. این فیلم مستند داستان زندگی هفت نوجوان زیر ۱۵ سال است که در کانون اصلاح و تربیت تهران زندگی می‌کنند.
این فیلم دومین قسمت از مستندهای سه‌گانه مهرداد اسکویی است. قسمت اول «روزهای بی تقویم» و قسمت سوم «رؤیاهای دم صبح» نام دارند.

## جشنواره‌ها
- جشنواره بین‌المللی مستند «EDGE»، نیوزلند، ۲۰۱۲[۳]
- جشنواره کودکان و نوجوانان «ماه»، فرانسه، پاریس ۲۰۱۲[۴]
- جشنواره فیلم مستند آمستردام، هلند، ۲۰۱۲[۵]
- یازدهمین دوره جشنواره «لاسال»، فرانسه، پاریس، ۲۰۱۲[۶]
- بیست و چهارمین جشنواره بین‌المللی مستند ایدفا، آمستردام، هلند، ۲۰۱۱[۷]
- جشنواره فرهنگی «آنیان»، فرانسه، پاریس، ۲۰۱۲[۸]
- جشنواره بین‌المللی سینمایی «مرزها»، ایتالیا، رم، ۲۰۱۴[۹]
- جشنوارهٔ فیلم «اکنون خاورمیانه» ایتالیا، رم، ۲۰۱۲[۱۰]
- هفتمین جشنواره فیلم‌های شرقی، ژنو، سویس، ۲۰۱۲[۱۱]
- دوازدهین جشنواره بین‌المللی «Escales» فرانسه، پاریس، ۲۰۱۲[۱۲]
- بیست و دومین دوره جشنواره بین‌المللی «نشانه‌های زندگی»، کلرمند فران، فرانسه، پاریس، ۲۰۱۲[۱۳]
- چهارمین جشنواره «فیلم پلیس»، تهران، ایران، ۱۳۹۰[۱۴]
- پنجمین جشنوارهٔ بین الملی «سینما حقیقت»، تهران، ایران، ۱۳۹۰
- جشنواره «فرهنگی»، آنیان، فرانسه، ۲۰۱۲[۱۵]

## جوایز جهانی
- جایزه بهترین فیلم مستند در بخش Doc U Award از بیست و چهارمین جشنواره بین‌المللی فیلم مستند آمستردام (IDFA)، هلند، ۲۰۱۱[۱۶]
- جایزه بهترین فیلم مستند (GOLDEN FIFOG) از هفدهمین جشنواره بین‌المللی فیلم‌های شرقی، ژنو، سوئیس، ۲۰۱۲[۱۷]
- جایزه بهترین فیلم مستند در بخش داوری جوان از دوازدهمین جشنواره فیلم مستند Escales، لاروشل، فرانسه، ۲۰۱۲[۱۸][۱۹]
- جایزه ویژه هیئت داوران از بیست و یکمین جشنواره بین‌المللی فیلم Traces de vies، کلرمونت فران، فرانسه، ۲۰۱۲[۲۰]
- جایزه اول «Competition Jeunesse» جشنواره فیلم مستند Escales، رُشل، فرانسه، ۲۰۱۲[۲۱]
- جایزه ویژه هیئت داوران از بیست و دومین جشنواره فیلم مستند «نشانه‌های زندگی»، فرانسه، پاریس، ۲۰۱۲
- جایزه توت سیاه از بیست و چهارمین جشنواره بین‌المللی فیلم مستند، آمستردام، هلند، ۲۰۱۱[۲۲]

## نقدو نظر

### بخشی از نقد لوران جیان بر فیلم آخرین روزهای زمستان با ترجمه منا درانی
آنها ده تا چهارده ساله هستند، از تلویزیون فوتبال تماشا می‌کنند. هرکدام یک عروسک پارچه‌ای دارند، با این حال در این سنین یا اعتیاد داشته‌اند یا دزدی می‌کرده‌اند… صحنهٔ آغازین فیلم؛ یک گروه فیلمساز را نشان می‌دهد که مجوز دارند از یک کانون اصلاح و تربیت در تهران فیلم تهیه کنند. مهرداد اسکویی؛ کارگردان و عکاس، در قالب پلان‌سکانس‌هایی از زندگی روزمرهٔ بچه‌ها تصویربرداری کند. آنها به طرزی باورنکردنی، در خوابگاهشان نمایش بازی می‌کنند و با استفاده از لغات حقوقی دقیق جریان قضایی و محکومیت خود را با جدیت بازی می‌کنند. او از تک تک آنها به آرامی سؤال می‌پرسد و آنها با پختگی و آگاهی از وضعیت، خودشان را فاش می‌کنند، که بسیار تکان‌دهنده است.

### بخش از نقد احمد میر احسان بر فیلم آخرین روزهای زمستان
مهرداد اسکویی با روزهای بی‌تقویم، یک فیلم سرآمد دیجیتالی که دوستش دارم، گام مهمی در این گونه برداشته و رها از دیدگاه‌هایی که می‌کوشند برای آن سوی آب‌ها فیلم بسازند، با احترام به کار و تلاش مددکارانی که زندگی‌شان را در شرایط سخت و طاقت‌فرسا و بی‌توجهی‌ها، صمیمانه صرف یاددهی به کودکان آسیب دیده جامعه و گنگ ما می‌کنند، کوشیده بدون تعصب، بدون آنچه غلو و اغراق در سیاه‌نمایی نام داده‌اند، با ذکر همه اتفاقات واقعی موجود، ضمناً از فاجعه‌ای حرف بزند که اصلاً قابلیت دفاع ندارد و تا ریشه‌ای حل نشود، حل نخواهد شد. در همین آخرین روزهای زمستان در صحنه‌ای، فیلمساز از پسرک معتادی که در کانون اعتیادش را ترک کرده می‌پرسد اگر بیرون بروی، باز معتاد خواهی شد؟ و او صادقانه پاسخ می‌دهد بله و ما می‌بینیم که با آن همه زمینهٔ فراهم و اوضاع آشفته جامعه‌ای که به جای سر و سامان دادن به زندگی، آن همه نمایش و دروغ و شعار و آز قدرت و به‌به گویی‌های دل به خواهانه و نفی همکاری جدی مردمی آگاه و رفتاری که بر هر بحران سرپوش می‌نهد، غوغا می‌کند و مثل نقل و نبات مواد مخدر یافت می‌شود، خوب چه دلیلی دارد که در این احوال فرساینده و پر از بیگاری و تبه‌کاری و تباه‌زدگی رایج، این موجود تیره بخت به جای اولش برنگردد؟